# Ochodaeus coomani
Ochodaeus coomani är en skalbaggsart som beskrevs av Renaud Maurice Adrien Paulian 1945. Ochodaeus coomani ingår i släktet Ochodaeus och familjen Ochodaeidae. Inga underarter finns listade i Catalogue of Life.